# Camponotus froggatti
Camponotus froggatti é uma espécie de inseto do gênero Camponotus, pertencente à família Formicidae.